# Leyton Hammonds
Leyton Hammonds (North Richland Hills, Texas, 26 de septiembre de 1994) es un baloncestista estadounidense, que pertenece a la plantilla del BC Dubai de la ABA Liga. Con 2,03 metros de estatura, juega en la posición de alero.

## Trayectoria deportiva
Jugó cuatro temporadas con los Oklahoma State Cowboys y tras no ser elegido en el Draft de la NBA de 2017, comenzaría su aventura profesional en Finlandia, jugando durante la temporada 2017-18 en la Korisliiga en las filas del BC Nokia con el que promedia 13.65 puntos por partido. 
En la temporada 2018-19, llegaría a Hungría para jugar en las filas del Egis Kormend, con el que disputa 45 partidos de la Nemzeti Bajnokság I/A, en los que anota un promedio de 13.33 puntos y también disputa 14 encuentros de la Alpe Adria Cup en la que promedia 14.6 puntos.
En 24 de julio de 2019 fichó por el Asseco Prokom Gdynia de la Polska Liga Koszykówki con el que disputa la temporada 2019-20 también la Eurocup.
El 21 de julio de 2020, firmó por el Enisey Krasnoyarsk de la VTB United League.
En la temporada 2021-22, firma por el Yokohama B-Corsairs de la B.League.
En la temporada 2022-23, firma por el Gaziantep Basketbol de la Türkiye Basketbol Süper Ligi, la primera categoría del baloncesto turco.